# Poecilopsyche helle
Poecilopsyche helle is een schietmot uit de familie Leptoceridae. De soort komt voor in het Oriëntaals gebied.